# Mark Allen Shepherd
Mark Allen Shepherd (* 7. Januar 1961 in Rockville Centre, Long Island, New York) ist ein US-amerikanischer Filmschauspieler und Filmproduzent.

## Leben
Mark Allen Shepherd, der einen Abschluss in Biologie hat, absolvierte am Roger Williams College in Rhode Island einen Lehrgang zum Bachelor der Wissenschaften und war vier Jahre am California Institute of the Arts.
Ab 1993 verkörperte Shepherd in 91 Episoden der Science-Fiction-Serie Star Trek: Deep Space Nine und jeweils eine weitere in den Serien Raumschiff Enterprise: Das nächste Jahrhundert und Star Trek: Raumschiff Voyager die Figur des Morn, eines Außerirdischen, die viele Trekkies weltweit veranlasste, Fanklubs zu gründen. Shepherd selbst wurde nie in den Credits erwähnt und seine Rolle hatte in keiner Episode Text. Als Running Gag der Serie beschwerten sich immer wieder Bewohner von DS9 über die langatmigen Geschichten, die Morn über seine Verwandtschaft zu berichten hatte. Neben der Schauspielerei ist Shepherd auch als Künstler tätig – so wurden 23 seiner Bilder als Ausstattung bei DS9 verwendet.
Seit 2002 lebt Mark Allen Shepherd mit seiner Frau, die er auf einem Fan-Treffen in Goslar kennenlernte, und den gemeinsamen zwei Kindern in Bad Münder am Deister. Dort gründete er eine Film-Produktionsfirma.

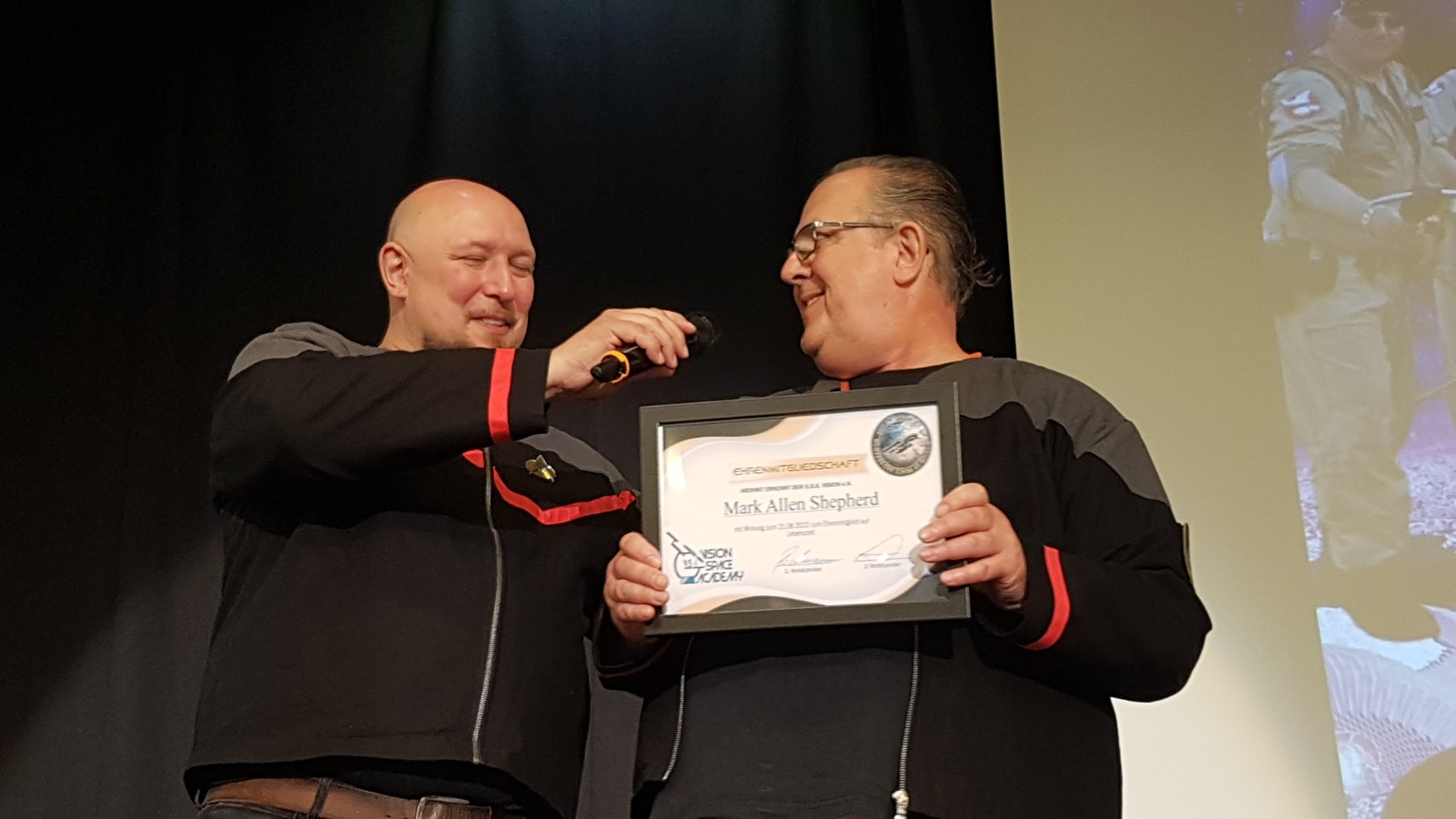
Mark Allen Shepherd bekommt die Ehrenmitgliedschaft vom 1. Vorsitzenden B. Redemann überreicht.

Seit dem 22. August 2022 ist Mark Allen Shepherd Ehrenmitglied des U.S.S. Vision e.V. einem gemeinnützigen Verein zur Kinder- und Jugendförderung aus Münster.

## Filmografie
- 1993: Raumschiff Enterprise: Das nächste Jahrhundert (Star Trek: The Next Generation, Fernsehserie, Folge 6x16)
- 1993–1999: Star Trek: Deep Space Nine (Fernsehserie, 91 Folgen)
- 1995: Star Trek: Raumschiff Voyager (Star Trek: Voyager, Fernsehserie, Folgen 1x01 und 6x09)
- 2001: Babylon Vista
- 2007: Slow Motion Addict